# Залесе (гміна Івановиці)
Залесе (пол. Zalesie) — село в Польщі, у гміні Івановиці Краківського повіту Малопольського воєводства.
Населення — 301 особа (2011).
У 1975-1998 роках село належало до Краківського воєводства.

## Демографія
Демографічна структура станом на 31 березня 2011 року:
|          | Загалом | Допрацездатний вік | Працездатний вік | Постпрацездатний вік |
| -------- | ------- | ------------------ | ---------------- | -------------------- |
| Чоловіки | 161     | 28                 | 124              | 9                    |
| Жінки    | 140     | 28                 | 86               | 26                   |
| Разом    | 301     | 56                 | 210              | 35                   |